# Црни понедељак 1894.
Слом Њуфаундлендске банке 1894. године (енгл. The Newfoundland Bank Crash of 1894), познат као и Црни понедељак (енгл. Black Monday (1894)), био је једна од прекретница у историји Њуфаундленда пре Конфедерације.
Финансијски проблеми бивше британске колоније су се погоршали када су две комерцијалне банке колоније, Јунион банк оф Њуфаундленд (основана 1854) и Комерцијална банка Њуфаундленда (основана 1858), обе лоциране у Сент Џонсу, Њуфаундленд, Канада , постале неликвидне и банкротирале 10. децембра 1894. године и нокада више нису отворене.
Трговци рибом седели су у управним одборима обе банке и себи су одобравали велике и ризичне кредите, због чега су банке имале опасно ниске готовинске резерве што је довело до краха.
Лондонске банке суспендовале су кредит Комерцијалној банци Њуфаундленда и затражиле исплату неких од њених зајмова. Комерционална банка није била у стању да испуни ове захтеве и било је принуђена да се затвори два дана касније. Уследило је банкарство и саме банке и на штедионицама. Државна штедионица је успела да преброди кризу, али је банка истог дана била принуђена да се затвори, да се више никада не отвори.

## Последице
Банкротство је имала катастрофалан утицај на трговину и запошљавање у колонији. Многе породице су остале у беди. Слом је довео Њуфаундленд на ивицу банкрота и резултирао преговорима уласка Њуфаундленда у Канадску конфедерацију. Такође је истакла слабост њене привреде и система кредитирања, праћења исплата плата, од којег је зависила.
Преко милион долара у новчаницама и Комерцијалне и Унион банке је обезвређено, барем привремено. Штедни рачуни су нагло ослабили и земља је била у опасности да неможе измирити свој јавни дуг.
Директори банака су ухапшени и оптужени за крађу и заверу (сви су ослобођени 1897). Незапослени радници одржали су уличне демонстрације тражећи храну и посао. Влада се суочила са растућом нестабилношћу и прошла је кроз три премијера за два месеца.
Канадске банке су почеле да пристижу у року од две недеље након пада: Банка Нове Шкотске, Банка Монтреала, Канадска трговачка банка и Трговачка банка Халифакса (сада Краљевска банка Канаде). Банка Монтреала је прихватила владин програм почетком 1895. године, а земља је усвојила канадску валуту у јануару исте године. Био је то почетак великог укључивања канадских банака у економију Њуфаундленда, што је био важан фактор да се Њуфаундленд на крају придружио Конфедерацији 1949. године.